# Haplostomides gottoi
Haplostomides gottoi is een eenoogkreeftjessoort uit de familie van de Botryllophilidae. De wetenschappelijke naam van de soort is voor het eerst geldig gepubliceerd in 2008 door Ooishi.